# Run for Your Lives World Tour
Run for Your Lives World Tour je koncertní turné anglické heavymetalové skupiny Iron Maiden, které bude sloužit jako oslava 50. výročí od vzniku skupiny. Turné se koná od 27. května 2025 do roku 2026 po stadionech, halách, areálech a festivalech. Jedná se o první turné bez Nicka McBraina, který opustil živé vystupování se skupinou po 42 letech v prosinci 2024 a nahradil ho Simon Dawson z kapely British Lion. Na tomto turné je hraná píseň "Killers" ze stejnojmenného alba, která se od turné Brave New World Tour vůbec nehrála. V setlistu se vůbec neobjevuje žádná píseň z alba No Prayer for the Dying. 
Jde o páté turné kapely zaměřené na určitou část jejich historie hned po Eddie Rips Up the World Tour (2005), Somewhere Back in Time World Tour (2008–2009), Maiden England World Tour (2012–2014) a The Future Past Tour (2023–2024). Turné se zaměřuje tematikou alb od Iron Maiden po Fear of The Dark.
Ve dnech, kdy začal prodej vstupenek na výroční turné jsi fanoušci začali stěžovat na drahé ceny vstupenek, které označili za "směšné". Přesto se, na prvních třiceti dvou představení evropské části turné se prodalo přes milion vstupenek.
Steve Harris uvedl: Pódiová produkce pro výroční turné bude opravdu jiné. Nechci se chlubit dřív než bude, ale ano, návrhy, které jsem viděl jsou docela super úžasné. Chceme udělat něco, abychom se zbavili minulosti věcí, které jsme ještě nedělali. Bruce Dickinson prozradil, že se jedná o velmi propracované turné v podstatě při prvních 30 minut vás show ohromí. Protože, setlist bude sestavený z největších hitů. 
Iron Maiden po dlouhých letech odstranila závěsové kulisy a nahradily je LED obrazovkami, také odstranili typickou velkou hlavu Eddie the Head při písni "Iron Maiden". Za to byly přidány nosníky na větší množství LED světel, které jsou podobné z turné skupiny v 80. letech. 

## Setlist
1. "Intro - The Ides of March" (Killers)
2. "Murders in the Rue Morgue" (Killers)
3. "Wrathchild" (Killers)
4. "Killers" (Killers)
5. "Phantom of the Opera" (Iron Maiden)
6. "The Number of The Beast" (The Number of the Beast)
7. "The Clairyovant" (Seventh Son of a Seventh Son)
8. "Powerslave" (Powerslave)
9. "2 Minutes to Midnight" (Powerslave)
10. "Rime of the Ancient Mariner" (Powerslave)
11. "Run to the Hills" (The Number of the Beast)
12. "Son Seventh of a Seventh Son" (Seventh Son of a Seventh Son)
13. "The Trooper" (Piece of Mind)
14. "Hallowed Be Thy Name" (The Number of the Beast)
15. "Iron Maiden" (Iron Maiden)

#### Přídavek:
1. "Aces High" (Powerslave)
2. "Fear of the Dark" (Fear of the Dark)
3. "Wasted Years" (Somewhere in Time)

## Seznam koncertů
| Datum             | Stát             | Město            | Místo                       | Předkapela               |
| Evropa – 1. část  | Evropa – 1. část | Evropa – 1. část | Evropa – 1. část            | Evropa – 1. část         |
| ----------------- | ---------------- | ---------------- | --------------------------- | ------------------------ |
| 27. května 2025   | Maďarsko         | Budapešť         | Budapest Aréna              | Halestorm                |
| 28. května 2025   | Maďarsko         | Budapešť         | Budapest Aréna              | Halestorm                |
| 31. května 2025   | Česko            | Praha            | Letiště Letňany             | Halestorm                |
| 1. června 2025    | Slovensko        | Bratislava       | Tipos Aréna                 | Halestorm                |
| 5. června 2025    | Norsko           | Trondheim        | Trondheim Rocks Festival    | Halestorm                |
| 7. června 2025    | Norsko           | Stavanger        | Viking Stadion              | Halestorm                |
| 9. června 2025    | Dánsko           | Kodaň            | Royal Arena                 | Halestorm                |
| 12. června 2025   | Švédsko          | Stockholm        | Tele2 Arena                 | Halestorm                |
| 13. června 2025   | Švédsko          | Stockholm        | Tele2 Arena                 | Halestorm                |
| 16. června 2025   | Finsko           | Helsinky         | Olympijský stadion          | Halestorm                |
| 19. června 2025   | Belgie           | Dessel           | Graspop Metal Meeting       | Dream Theater            |
| 21. června 2025   | Anglie           | Birmingham       | Newcastle Arena             | The Raven Age            |
| 22. června 2025   | Anglie           | Manchester       | Co-op Live                  | The Raven Age            |
| 25. června 2025   | Irsko            | Dublin           | Malahide Castle             | The Raven Age, Halestorm |
| 28. června 2025   | Anglie           | Londýn           | Olympijský stadion          | The Raven Age, Halestorm |
| 30. června 2025   | Anglie           | Glasgow          | OVO Hydro                   | The Raven Age            |
| 3. července 2025  | Francie          | Belfort          | Eurockéennes Festival       | –                        |
| 5. července 2025  | Španělsko        | Madrid           | Wanda Estadio Metropolitano | Avatar                   |
| 6. července 2025  | Portugalsko      | Lisabon          | Altice Arena                | Avatar                   |
| 9. července 2025  | Švýcarsko        | Zurich           | Hallenstadion               | Avatar                   |
| 11. července 2025 | Německo          | Gelsenkirchen    | Veltins-Arena               | Avatar                   |
| 13. července 2025 | Itálie           | Padova           | Stadio Euganeo              | Avatar                   |
| 15. července 2025 | Německo          | Brémy            | Bürgerweide                 | Avatar                   |
| 17. července 2025 | Rakousko         | Vídeň            | Ernst-Happel-Stadion        | Avatar                   |
| 19. července 2025 | Francie          | Paříž            | Paris La Défense Arena      | Avatar                   |
| 20. července 2025 | Francie          | Paříž            | Paris La Défense Arena      | Avatar                   |
| 23. července 2025 | Nizozemsko       | Arnhem           | GelreDome                   | Avatar                   |
| 25. července 2025 | Německo          | Frankfurt        | Deutsche Bank Park          | Avatar                   |
| 26. července 2025 | Německo          | Stuttgart        | Cannstatter Wasen           | Avatar                   |
| 29. července 2025 | Německo          | Berlín           | Waldbühne                   | Avatar                   |
| 30. července 2025 | Německo          | Berlín           | Waldbühne                   | Avatar                   |
| 2. srpna 2025     | Polsko           | Varšava          | Národní stadion             | Avatar                   |